# Shenyang J-11
Die Shenyang J-11 oder Jian-11 (chinesisch 殲-11 / 歼-11, Pinyin Jiān-Yīyī, NATO-Codename: Flanker-B+) ist ein einsitziges zweistrahliges Jagdflugzeug der Luftstreitkräfte der Volksrepublik China, das als Luftüberlegenheitsjäger eingesetzt wird. Es handelte sich ursprünglich um eine Lizenzvariante der russischen Su-27SK, allerdings ist die neuere J-11B komplett neu entwickelt.
Im Jahr 1995 sicherte sich China für 2,5 Mrd. US-$ die Lizenzrechte zum Bau von 200 Su-27SK-Jagdflugzeugen. Der Lizenzvertrag enthielt die Bedingung, dass die Maschinen mit russischer Avionik, Radar und Triebwerken ausgestattet werden müssen, die auch in Russland produziert werden sollten. Russland lieferte genügend Systemkomponenten für 95 Flugzeuge, als 2004 die Entwicklung einer einheimischen Version, der J-11B, bekannt wurde. Dies löste einen Rechtsstreit beider Staaten aus, da Russland in der Eigenentwicklung einen Bruch der Vereinbarungen sah. China vertrat dagegen die Ansicht, dass die von Russland gelieferten Systemkomponenten nicht mehr den Anforderungen der PLAAF entsprach, da moderne Flugkörper inkompatibel zu J-11 gewesen sein sollen und deshalb eine Eigenentwicklung notwendig gewesen sei. Vermutlich kündigte Russland daraufhin den Lizenzvertrag 2006. Nach chinesischen Angaben ist die J-11B zu 90 % neu entwickelt worden.
Die Bezeichnung „J-11“ wurde in den 1970er Jahren schon einmal für ein Jagdflugzeug verwendet. Dabei handelte es sich um eine geplante Lizenzversion der MiG-19, die mit britischen Rolls-Royce-Spey-512-Triebwerken ausgestattet werden sollte. Das Projekt wurde allerdings nie realisiert, die MiG-19 wurde letztendlich in China unter der Bezeichnung J-6 produziert.

## Geschichte
Die Ursprünge der J-11 gehen ins Jahr 1995 zurück, als China sich die Lizenzrechte für die Su-27SK erwarb. Die Vereinbarung umfasst die Produktion von insgesamt 200 Jagdmaschinen, wobei vorgesehen war, dass die Avionik, das Radar und die Triebwerke in Russland produziert werden sollte. Die Flugzeugzelle wurde dagegen in China hergestellt, wo auch die Endfertigung stattfand. Diese Maschinen erhielten die Bezeichnung J-11 bzw. Jian-11. Diese Maschinen stellten für die chinesische Luftwaffe (PLAAF) einen erheblichen Fortschritt dar, da zu diesem Zeitpunkt ein Großteil der Jagdgeschwader noch mit den veralteten J-7- und J-8-Maschinen ausgestattet war.
2004 stellte Russland die Koproduktion mit Shenyang plötzlich ein, nachdem 95 Flugzeuge hergestellt worden waren. Als Grund dafür stellte sich heraus, dass die PLAAF 2002 mit der Entwicklung einer eigenen Variante der Jian-11, die J-11B, begonnen hatte. Dies stellte einen Bruch der Lizenzvereinbarungen dar, den China damit begründete, dass die Avionik und das Radar veraltet gewesen sein soll. Bei einem von der PLAAF präsentiertem Mock-up der J-11B waren chinesische Anti-Schiffs- und PL-12-Luft-Luft-Raketen angebracht worden. Daher wird vermutet, dass die J-11B eine stärkere Multi-Rollen-Auslegung hat oder eventuell auch maritime Einsätze gedacht ist. Der Bruch der Lizenzvereinbarung führt vermutlich zur Kündigung des Vertrages durch Russland.
Nach der Vertragsauflösung beschloss die PLAAF die 95 produzierten Jagdmaschinen zu modernisieren. Dabei sollen die Avionik und das Radar wie bei J-11B durch heimische Modelle ersetzt werden. Gleichzeitig begann man mit der Suche nach alternativen Herstellungsverfahren zur Materialoptimierung um die Lebensdauer der Flugzeugzellen zu erhöhen. Die modernisierten Maschinen werden unter der Bezeichnung J-11A geführt.
Für die Zukunft ist vor allen Dingen der Austausch der AL-31-Triebwerke durch das einheimische WS-10-Taihang-Mantelstromtriebwerk geplant. Auf der Zhuhai Airshow 2002 wurde ein Foto von der PLAAF veröffentlicht, dass angeblich eine für die Flugerprobung eines WS-10A modifizierten Jian-11 zeigt. Dazu berichtete Andrei Chang, ein militärischer Analyst für China, dass sowohl die J-11A, als auch die J-11B mit dem WS-10A-Triebwerk ausgerüstet werden soll. Dem gegenüber stehen russische Medienberichte, dass China am Kauf von Saturn-117S- und AL-31F-M1-Triebwerken interessiert sei.
Wie bereits im Bereich der Triebwerke traten seit 2002 zunehmend russische Berichte auf, dass China mit der Leistung des NIIP-N001-Radars unzufrieden sei und auch dieses durch eine Eigenentwicklung ersetzten möchte. Erst 2007, als China die Existenz der J-11B offiziell bestätigte, wurde auch bekannt, dass diese mit einem Feuerleitradar der Typ 147X/KLJ-X Familie ausgestattet ist. Neben der politisch motivierten Umstellung der Systemkomponenten aus einheimischer Produktion, um eine unabhängige Rüstungsindustrie aufzubauen, war das neue Radar auch für den Einsatz der PL-12-Langstrecken-Luft-Luft-Rakete notwendig.
Im Frühjahr 2011 verfügte die chinesische Luftwaffe über ca. 120 J-11, wobei die Anschaffung von 90 weiteren Maschinen geplant ist.

## Varianten
J-11
Initialversion der chinesischen Lizenzvariante der Su-27SK. Ausgestattet mit dem N001V-Radar samt TS101M-Prozessoren, kann es ein Ziel bekämpfen und gleichzeitig zehn weitere verfolgen.
J-11A
Modernisierte Variante der Initialversion. Diese umfasst die Verbesserung des N001V-Radars auf den N001VE-Standard. Dafür wurden eine Serie BCVM-486-6-Prozessoren verbaut, die es dem Radar nun ermöglichen, simultan zwei Ziele zu bekämpfen. Auch die Fluginstrumente wurde im Rahmen der Modernisierung verbessert, wobei nun erstmals ein neues Helmvisier zum Einsatz kommt. Das EFIS ersetzt die bisherigen analogen Ziffernanzeigen, wozu vier neue Multifunktions-Displays (MFD) im Cockpit verbaut wurden.
J-11B
Komplette Neuentwicklung der J-11 als Mehrzweckkampfflugzeug aus chinesischer Produktion. Um den Einsatz neuer Lenkflugkörper zu ermöglichen, wurde die Avionik neu entwickelt, ein Infrarotzielsystem installiert (wobei es sich um eine Kopie des russischen OEPS-27 handeln soll) und ein Radar vom Typ 147X/KLJ-X verbaut. Es wurden zahlreiche Änderungen an der Flugzeugzelle vorgenommen um den Radarquerschnitt und das Gewicht der Maschinen zu reduzieren. Durch die Verwendung von Verbundwerkstoffen soll die J-11B ungefähr 700 kg leichter sein. Nach Angaben der PLAAF sei die J-11B zu 90 % neu entwickelt worden, wobei diese auch behauptet, dass die Leistung der Maschine mit der des Eurofighter Typhoon, der F-15SE Silent Eagle und der Su-35S vergleichbar sei. Für spätere Bauserien ist die Verwendung eines bisher noch unbekannten AESA-Radars geplant.
J-11BS
Eine in der Entwicklung befindliche zweisitzige Variante der J-11B.
J-11BH
Marineversion der J-11B.
J-11WS
Alternative Bezeichnung für die J-11B.
J-11D
Eine Weiterentwicklung des J-11B mit neuem AESA-Radar und PL-10 und PL-15 Luft-Luft-Raketen.

## Technische Daten
| Kenngröße                | Daten der J-11                                                    |
| ------------------------ | ----------------------------------------------------------------- |
| Besatzung                | 1                                                                 |
| Länge                    | 21,94 m                                                           |
| Spannweite               | 14,70 m                                                           |
| Höhe                     | 5,92 m                                                            |
| Flügelfläche             | 62,04 m²                                                          |
| Flügelstreckung          | 3,5                                                               |
| Tragflächenbelastung     | 371 kg/m²                                                         |
| Leermasse                | 16.380 kg                                                         |
| normale Startmasse       | 23.926 kg                                                         |
| max. Startmasse          | ca. 33.000 kg                                                     |
| Höchstgeschwindigkeit    | Mach 2,35 (auf optimaler Flughöhe)                                |
| Dienstgipfelhöhe         | 18.500 m                                                          |
| Reichweite               | 3.530 km                                                          |
| Triebwerke               | zwei Saturn AL-31F-Mantelstromtriebwerke                          |
| Schubkraft               | - ohne Nachbrenner: 2 × 75,22 kN - mit Nachbrenner: 2 × 122,58 kN |
| Schub-Gewicht-Verhältnis | 1,07                                                              |

1. 1 2  Angabe wurde für normale Startmasse errechnet.

## Bewaffnung
Festinstallierte Bewaffnung im Bug
- 1 × 30-mm-Maschinenkanone Grjasew-Schipunow GSch-301 (9A-4071K) mit 150 Schuss Munition

Waffenzuladung von 6.000 kg an zehn Aufhängepunkten
Luft-Luft-Lenkflugkörper
- 6 × Startschienen für je eine CATIC PL-12 – aktiv radargelenkt für Mittelstrecken
- 4 × Startschienen für je eine PL-10 – infrarotgesteuert für Kurzstrecken
- 4 × Startschienen für je eine EOTDC PL-9 – infrarotgesteuert für Kurzstrecken
- 4 × Startschienen für je eine CATIC PL-8 – infrarotgesteuert für Kurzstrecken
- 6 × AKU/APU-470-Startschienen für je eine GosMKB Wympel R-27R (AA-10 „Alamo-A“) – halbaktiv radargelenkt für Mittelstrecken[9]
- 6 × AKU/APU-470-Startschienen für je eine GosMKB Wympel R-27T (AA-10 „Alamo-B“) – infrarotgesteuert für Mittelstrecken
- 4 × P-12-1-D-Startschienen für je eine GosMKB Wympel R-73E/EL (AA-11 „Archer“) – infrarotgesteuert für Kurzstrecken

Ungelenkte Luft-Boden-Raketen
- 4 × B-8-O-Raketen-Rohrstartbehälter für je 20 × ungelenkte S-8-Luft-Boden-Raketen; Kaliber 80 mm